# みんなの疑問 ニュースなぜ太郎
『みんなの疑問 ニュースなぜ太郎』（みんなのぎもんニュースなぜたろう）は、テレビ朝日で2013年（平成25年）10月5日から2015年（平成27年）3月28日まで毎週土曜日の6:00 - 8:00（JST）に生放送されていた朝の情報番組・報道番組である。テレビ朝日系列の一部でも放送されていた。

## 概要
2012年4月から2013年9月まで放送されていた『あさナビ』の後継番組で、ニュースやスポーツ、天気に関する疑問を街頭インタビューで集め、専門家が回答するというコンセプトを持つ。また、番組の放送時間も30分拡大して、6:00からスタートの2時間枠となる。この番組でも、最新のニュース・スポーツ・お天気は伝えられるが、エンタメ情報は前番組とは違い放送しない。
同じく2013年10月改編よりスタートする平日朝の情報番組『グッド!モーニング』とは違い報道局制作番組ではなく、編成制作局制作1部の『池上彰の学べるニュース』『ビートたけしのTVタックル』『列島警察捜査網 THE追跡』等といった時事系バラエティ番組の経験があるスタッフ陣で制作される。

## 出演者

### メインキャスター（メインパーソナリティー）
- 城島茂（TOKIO）
- 石原良純（気象予報士としてお天気解説を兼任）

### 進行アナウンサー
- 平石直之（テレビ朝日アナウンサー）
- 島本真衣（テレビ朝日アナウンサー）
- 板倉朋希（テレビ朝日アナウンサー）

### 解説
- 三反園訓（政治）
- 辺真一（韓国）

### 現場リポート
- 山形美房
- 矢幡洋

### ゲスト
- 前田典子、久保純子、アンミカ、杉山愛、小室淑江

## 過去の出演者
スポーツ解説
- 古田敦也（野球）
- 八木沼純子（フィギュアスケート）

### コーナーレギュラー
- 景気のなぜ太郎「人気商店街自分で買ってリポート」

蛭子能収（～2014年3月）
蛭子が各地の商店街を訪れてリポートをする。また、蛭子が自身のポケットマネーで商店街の商品を買って視聴者にプレゼントをする企画も行っていた。
- 元気なぜ太郎「具志犬グスマンの東京犬聞録」

具志堅用高（～2014年3月）
※企画コーナー廃止により降板。

## ネット局と放送時間
他系列の同時間番組とは異なり、全国ネットではない。
ネット局は前番組『あさナビ』での5局に加え、2012年9月29日で『あさナビ』を打ち切っていた福島放送が1年ぶりに土曜朝の情報番組の同時ネットに復帰。2014年4月改編より、長野朝日放送も1年ぶりに同時ネットに復帰。（最終回時点のネット局は7局）。
| 放送対象地域   | 放送局              | 系列           | 放送期間                      | 放送時間（JST）        | 備考・脚注 |
| -------------- | ------------------- | -------------- | ----------------------------- | ---------------------- | ---------- |
| 関東広域圏     | テレビ朝日（EX）    | テレビ朝日系列 | 2013年10月5日 - 2015年3月28日 | 土曜 6時00分 - 8時00分 | 【制作局】 |
| 秋田県         | 秋田朝日放送（AAB） | テレビ朝日系列 | 2013年10月5日 - 2015年3月28日 | 土曜 6時00分 - 8時00分 | -          |
| 福島県         | 福島放送（KFB）     | テレビ朝日系列 | 2013年10月5日 - 2015年3月28日 | 土曜 6時00分 - 8時00分 | -          |
| 新潟県         | 新潟テレビ21（UX）  | テレビ朝日系列 | 2013年10月5日 - 2015年3月28日 | 土曜 6時00分 - 8時00分 | -          |
| 長野県         | 長野朝日放送（abn） | テレビ朝日系列 | 2014年4月5日 - 2015年3月28日  | 土曜 6時00分 - 8時00分 | -          |
| 香川県・岡山県 | 瀬戸内海放送（KSB） | テレビ朝日系列 | 2013年10月5日 - 2015年3月28日 | 土曜 6時00分 - 8時00分 | -          |
| 福岡県         | 九州朝日放送（KBC） | テレビ朝日系列 | 2013年10月5日 - 2015年3月28日 | 土曜 6時00分 - 8時00分 | [ 1 ]      |

## スタッフ
- 構成：外山信行、中倉けんじ、蒲田幸成、水野英昭
- ナレーション:キートン山田、他
- TM：福元昭彦
- TD：石渡剛
- TK：小島美和子、大場葵
- CAM：清水美保
- VE：武田伸也
- 音声：細川美枝
- 照明：鈴木博勝
- 音効：吉田達朗、吉武佑太
- 美術デザイン：前田香織
- 美術進行：吉居真夏
- CG：福田隆之、遠藤雄二
- WEB：海野友理香
- 宣伝：吉原智美
- 編成：高橋正輝、西岡佐知子、島川博篤
- ウェザー：松並健治（気象予報士）、藤井康人（天気CG）
- フロアディレクター：松山佳仁
- AD：森恒也、山本浩貴、涌田悠玄、佐川将仁、高野詩織
- ディレクター：冬柴英志、藤原淳慈、瀬戸浩二、中村雅之、細田典加、増井政憲、小野鉄博、小高範幸、加藤貴幸、山田耕司、若林忠裕、小野寺智、吉田昌充、勝田智之
- AP：寿崎和臣、堀切夕香
- OAD：松瀬光博
- チーフディレクター：宮下賢治、高橋陽介
- プロデューサー：北村美紀、岡本基晃、松本正義、小泉哲朗
- ゼネラルプロデューサー・演出：寺田伸也
- 制作協力：VIVIA、トップシーン
- 制作著作：テレビ朝日

### 過去のスタッフ
- 構成：石原健次
- 音効：井上竜一、鈴木佑太
- 編成：吉村周、池田佐和子、柳井寛史
- AD：西村瑞穂、滝口佳祐、尾脇誠、篠原美有紀、横田栞
- ディレクター：武井陽介、神山友和、黒原竜二、青田和大、勝田邦裕、日向建太、廣井誠
- AP：高橋由佳
- チーフディレクター：添田邦夫
- プロデューサー：大垣信良
- ゼネラルプロデューサー：藤井智久
- 制作協力：えすと

## 放送休止の事例
- 2013年11月16日は『フィギュアグランプリシリーズ2013 フランス大会 男女ショート』（6:00 - 8:00）のため休止。
- 2014年6月14日は『第114回全米オープンゴルフ 第2日』（5:00 - 8:00）のため休止。
- 2014年6月21日は『第69回全米女子オープンゴルフ 第2日』（3:30 - 6:45）・『2014 FIFAワールドカップ ホンジュラス×エクアドル』（6:45 - 9:00）のため休止。
- 2015年1月3日は『ものづくり大賞「テレビエッセーおやじの背中～松本幸四郎と3人の子どもたち～」』（6:00 - 7:25）・『新春ロンドンハーツ傑作選』（7:25 - 13:00）のため休止。